# Sansol-myeon
Sansol-myeon (koreanska: 산솔면) är en socken i Sydkorea. Den ligger i kommunen Yeongwol-gun i provinsen Gangwon, i den centrala delen av landet, 160 km sydost om huvudstaden Seoul.
Tidigare hette socknen Jungdong-myeon (중동면), men bytte den 2 november 2021 namn till det nuvarande.